# Marshsche Probe

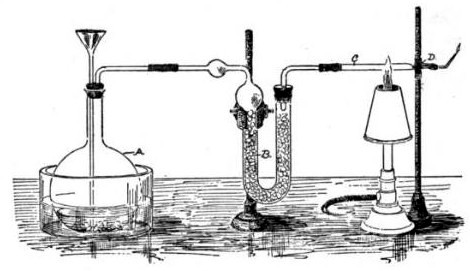
Aufbau aus dem Jahre 1921

Die Marsh'sche Probe ist eine klassische Nachweisreaktion in der Chemie und Gerichtsmedizin für Arsen, Antimon und Germanium. Sie wurde 1836 von dem englischen Chemiker James Marsh entwickelt. Vor der Entdeckung der Marsh'schen Probe war Arsen(III)-oxid (As2O3) ein beliebtes Mordgift, da es sich nur schwer nachweisen ließ. Nach 1836 kamen Morde durch Arsentrioxid (Arsenik) zunehmend seltener vor.

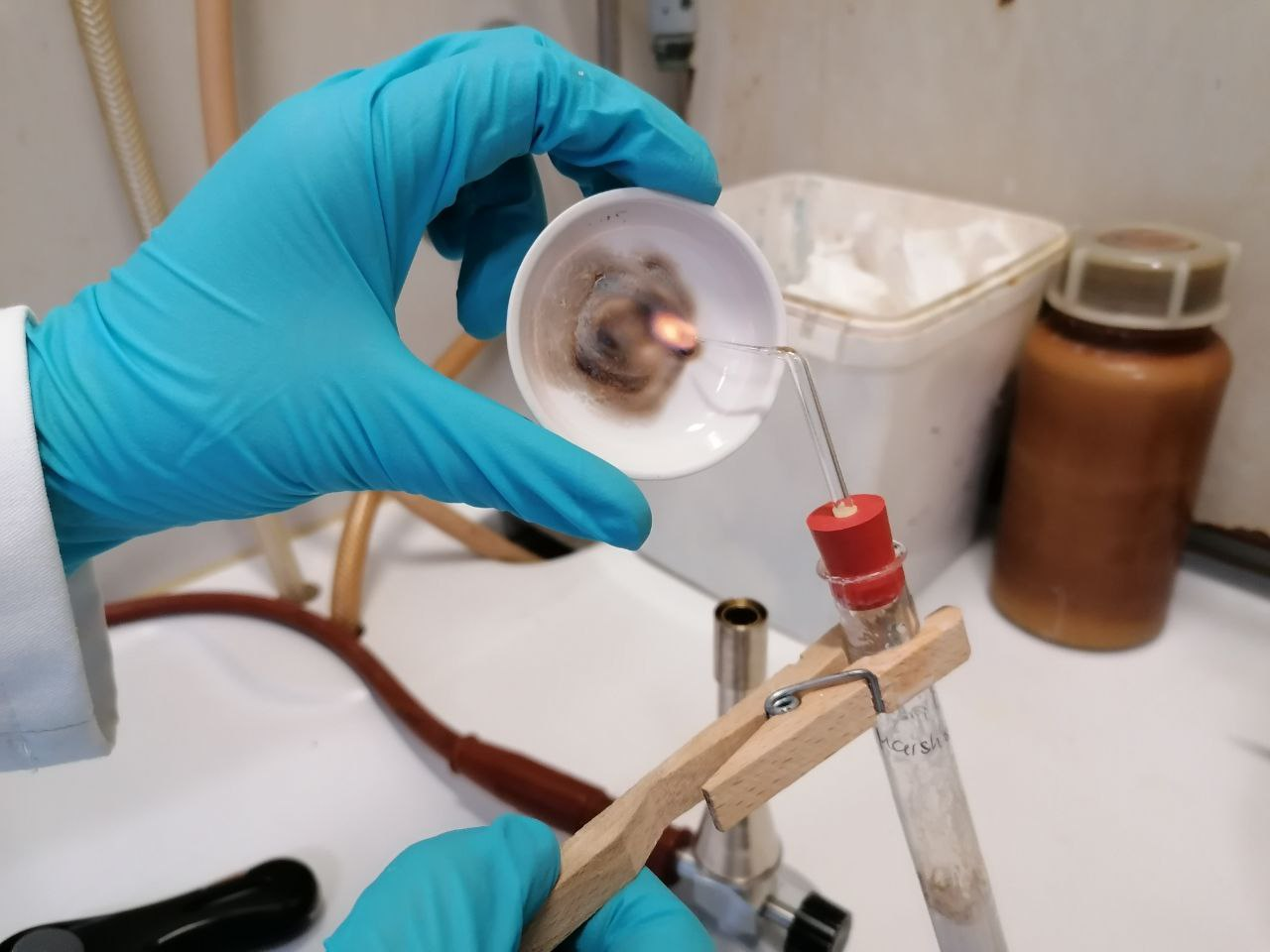
Die Marsh'sche Probe mit Arsentrioxid: Ein schwarzer Arsenspiegel bildet sich.
- Durchführung der Marsh'schen Probe mit Arsenoxid.
- Ein schwarzer Spiegel von Arsen auf einer Porzellanoberfläche wird mit verdünnter ammoniakalkalischer Wasserstoffperoxidlösung abgewaschen. Es handelt sich folglich nicht um Antimon.

## Reaktion
Arsenik wird durch naszierenden Wasserstoff zu gasförmigem Arsenwasserstoff reduziert. Diese metastabile Verbindung zerfällt in der Hitze zu schwarzem, elementarem Arsen und Wasserstoff und kann dadurch nachgewiesen werden.
Dazu erzeugt man in einem Gefäß durch Einwirkung von Salzsäure auf Zink Wasserstoff in statu nascendi, der durch ein Calciumchloridröhrchen getrocknet und nach Durchführung einer Knallgasprobe am Austritt entzündet wird. Der nach Zugabe einer Arsenik enthaltenden Probe im Gefäß entstehende Arsenwasserstoff zersetzt sich in der Flamme und bildet an einem dort hineingehaltenen Porzellanstück einen schwarzen sogenannten Arsenspiegel.
Die Erfassungsgrenze dieser Nachweisreaktion liegt bei 1 µg Arsen.
{\displaystyle \mathrm {6\ Zn+12\ H_{3}O^{+}\longrightarrow 6\ Zn^{2+}+12\ H_{nasc.}+12\ H_{2}O} }
{\displaystyle \mathrm {As_{2}O_{3}+12\ H_{nasc.}\longrightarrow 2\ AsH_{3}+3\ H_{2}O} }
Eine Arsen(III)-Verbindung reagiert mit dem in saurer Lösung mit Zink gebildeten Wasserstoff zu Arsenwasserstoff
Antimon und das seltene Germanium bilden gleichfalls gasförmige Hydride, die bei ihrer Zersetzung einen solchen Spiegel bilden. Antimon löst sich allerdings nicht erst nach längerer Einwirkung, wie Arsen, in einer ammoniakalischen Wasserstoffperoxid-Lösung oder frisch zubereiteten Natriumhypochlorit-Lösung, wodurch sie voneinander unterschieden werden können.
{\displaystyle \mathrm {2\ As+5\ H_{2}O_{2}+6\ NH_{3}\longrightarrow 2\ AsO_{4}^{3-}+6\ NH_{4}^{+}+2\ H_{2}O} }

## Gesellschaftliche Rezeption
Die Marsh'sche Probe wurde 1923 von R. Austin Freeman in dem Roman The Cat's Eye beschrieben, wo Detektiv John Evelyn Thorndyke nachweist, dass Schokolade vergiftet wurde. In Astrid Lindgrens Kalle Blomquist lebt gefährlich (1951) findet nämlicher damit ebenfalls Arsenik in Schokolade. 1929 ließ Dorothy L. Sayers im Kriminalroman Strong Poison Lord Peter Wimsey und seinen Diener Bunter den Test in der von Berzelius modifizierten Variante durchführen. Auch der Wachtmeister Studer von Friedrich Glauser, der ein Chemiestudium begonnen hatte, veranlasste in seinem dritten Fall Der Chinese einen Arsennachweis nach Marsh. Im Buch Hohle Köpfe von Terry Pratchett wird ebenfalls eine Marsh'sche Probe durch eine forensisch arbeitende Zwergin durchgeführt.